# The Suitcase (album)
The Suitcase is een live muziekalbum van de Amerikaanse gitarist Steve Khan. Het is na Modern Times zijn tweede livealbum. 
Het album staat bol van de huppelende gitaarjazz die Khan in de loop der jaren heeft gespeeld, met een klank gelijk aan Django Reinhardt en Wes Montgomery. Het album is opgenomen in de Stadtgarten Club in Keulen. Het was nooit de bedoeling van Khan om een livemuziekalbum uit te geven; hij beschouwt een concert en de muziek daarvan als een eenmalige gebeurtenis. Khan werd daarom in eerste instantie onaangenaam getroffen toen de opnamen van dit radioconcert als bootleg begonnen te cirucleren. De bootleg zag er dermate professioneel uit, dat diverse radiostations ervan uitgingen dat het een legale cd (in feite 3CD) was. De bootleg begon zo populair te worden, dat fans Khan “lastig gingen vallen” om aan de opnamen te komen. Ook de omroep van destijds (WDR) kreeg verzoeken. Daarom werd besloten er alsnog een album van uit te brengen. 

## Musici
- Steve Khan – gitaar;
- Anthony Jackson – contrabasgitaar;
- Dennis Chambers – slagwerk.

## Muziek
| Nr. | Titel                                             | Duur  |
| --- | ------------------------------------------------- | ----- |
| 1.  | Where’s Mumphrey (Khan, Jackson, Jordan, Badrena) | 8:14  |
| 2.  | What I’m said (Khan)                              | 9:04  |
| 3.  | Blue zone 41 (Khan)                               | 5:23  |
| 4.  | Melancholee (Lee Morgan)                          | 8:52  |
| 5.  | Played twice (Thelonious Monk)                    | 5:42  |
| 6.  | The suitcase (Khan, Jackson, Jordan, Badrena)     | 11:55 |
| 7.  | Dr. Slump (Khan)                                  | 11:10 |
| 8.  | Blades (Khan)                                     | 15:00 |

| Nr. | Titel                                   | Duur  |
| --- | --------------------------------------- | ----- |
| 1.  | Guy Laffeur (Khan)                      | 14:34 |
| 2.  | Uncle Roy (Khan)                        | 10:09 |
| 3.  | Eyewitness (Khan)                       | 9:08  |
| 4.  | Capricorn (Wayne Shorter)               | 5:24  |
| 5.  | Dedicated to you (Khan, Chaplin, Zaret) | 7:58  |
| 6.  | Caribbean Fire Dance (Joe Henderson)    | 17:49 |
| 7.  | Mr. Kenyatta (Lee Morgan)               | 10:54 |